# Rutshuru (ort)
Rutshuru är en ort i Kongo-Kinshasa, huvudort i territoriet med samma namn, med status som commune rurale. Den ligger i provinsen Norra Kivu, i den östra delen av landet, 1 600 km öster om huvudstaden Kinshasa. Orten omfattar en grupp av byar, där Kiwanja är den största.